# Chata Ornak
Chata Ornak (polsky Schronisko PTTK na Hali Ornak) se nachází v nadmořské výšce 1100 metrů v Polsku v Západních Tatrách v údolí Kościeliska na salaši Mała Polanka Ornaczańska, která je součástí stejnojmenné Hali Ornak. Chata s kapacitou 49 lůžek patří k menším chatám v polských Tatrách. Nachází se na území obce Kościelisko.

## Historie
Chata byla postavena v roce 1948 na místě bývalé chaty (pl. Schroniska na Hali Pysznej), která byla zničena během druhé světové války. Byla pojmenována po Walery Goetelovi. Od roku 1954 se chata nachází na území polského Tatranském národním parku. Je ve vlastnictví PTTK.

## Přístupy
K chatě je přístup mj.:

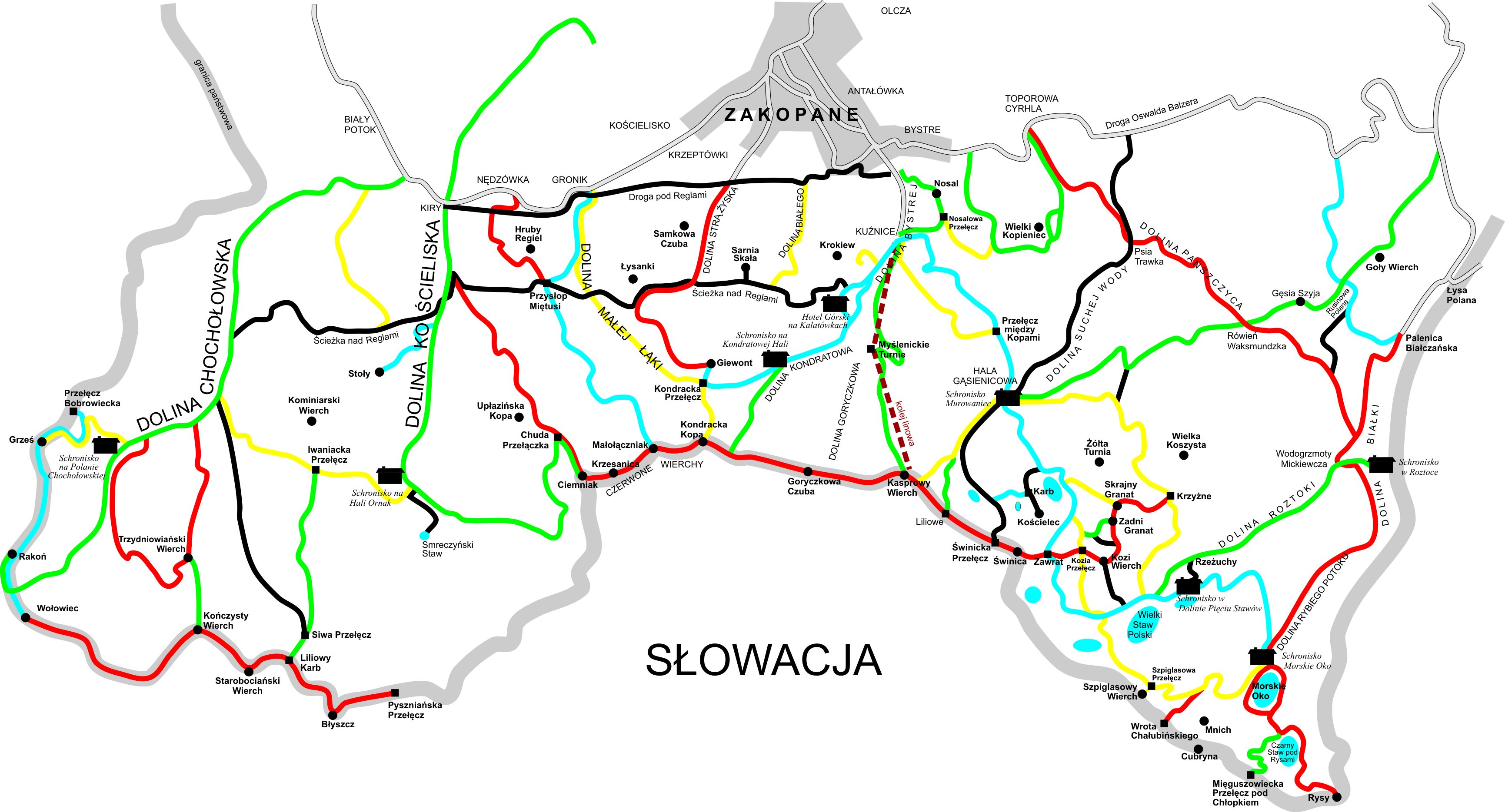
Turistické trasy v polských Tatrách, horská chata je vidět vlevo.

- z obce Kościelisko přes místní část Kiry po zeleně značené turistické stezce přes Dolinu Kościeliska a Dolinu Tomanowu
- žlutě značenou cestou přes Velkou Polanu Ornaczanskou a Dolinku Iwanowskou přes průsmyk Iwaniacka Przełęcz.
- po černě značené turistické stezce kolem horského jezera Smreczyński Staw.

Z Kiry jezdí také koňské povozy a v zimě sáně tažené koňmi až k chatě.

## Přechody
- K chatě Kondratowa po modré, žluté, červené a zelené turistické značce.
- K Chochołowské chatě po zelené a žluté turistické značce

## Galerie

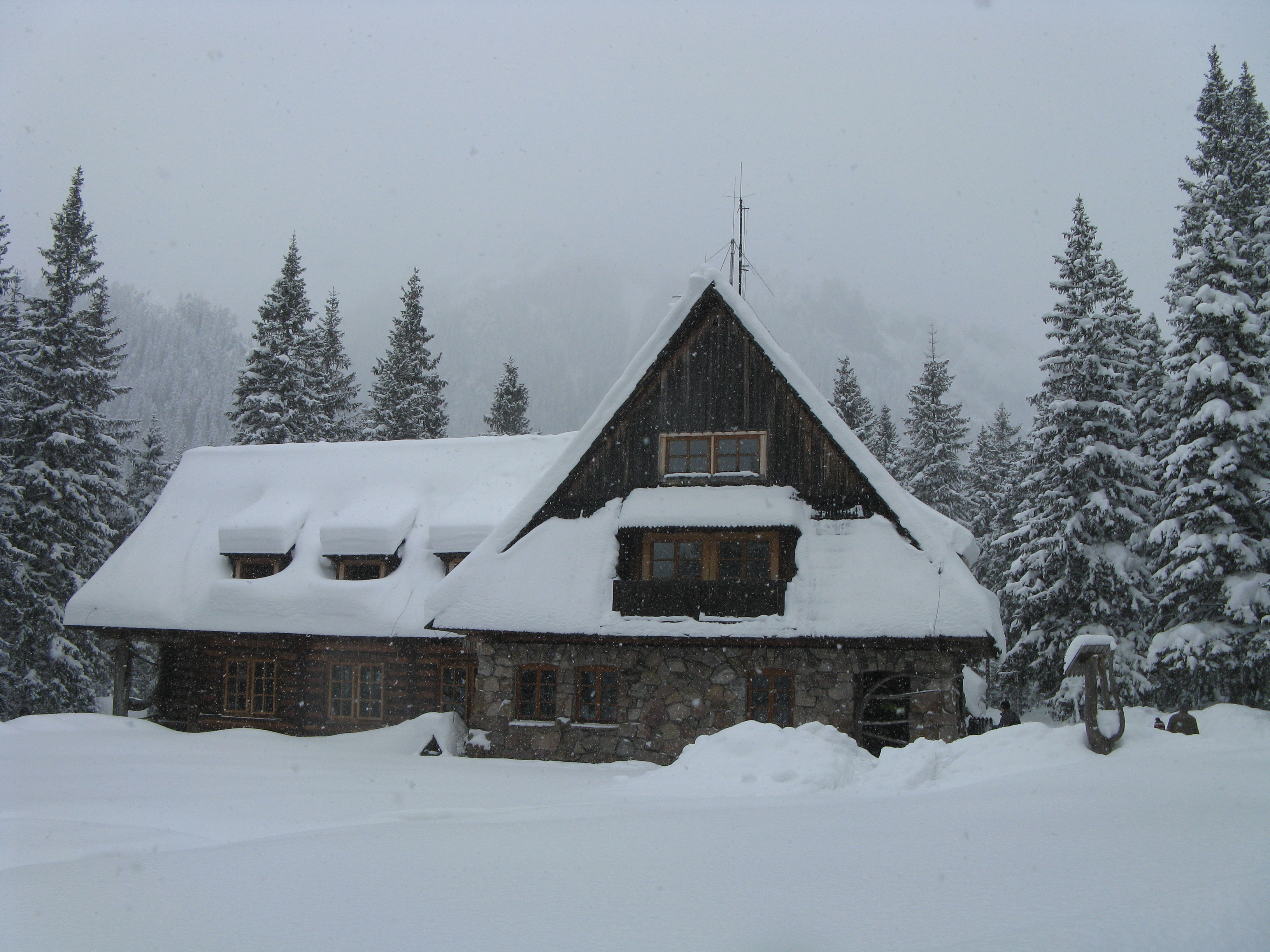
chata v zimě
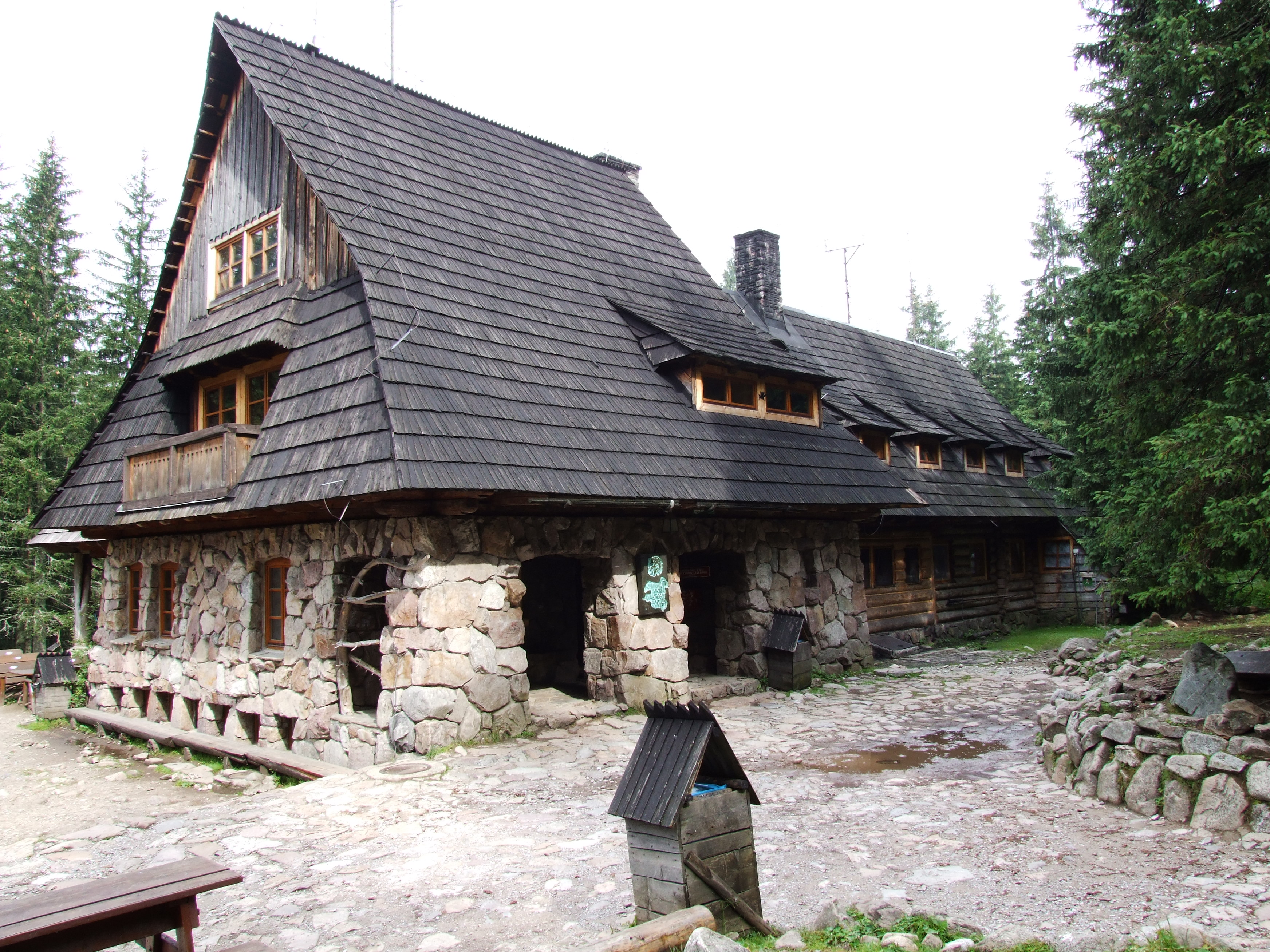
pohled na chatu Ornak
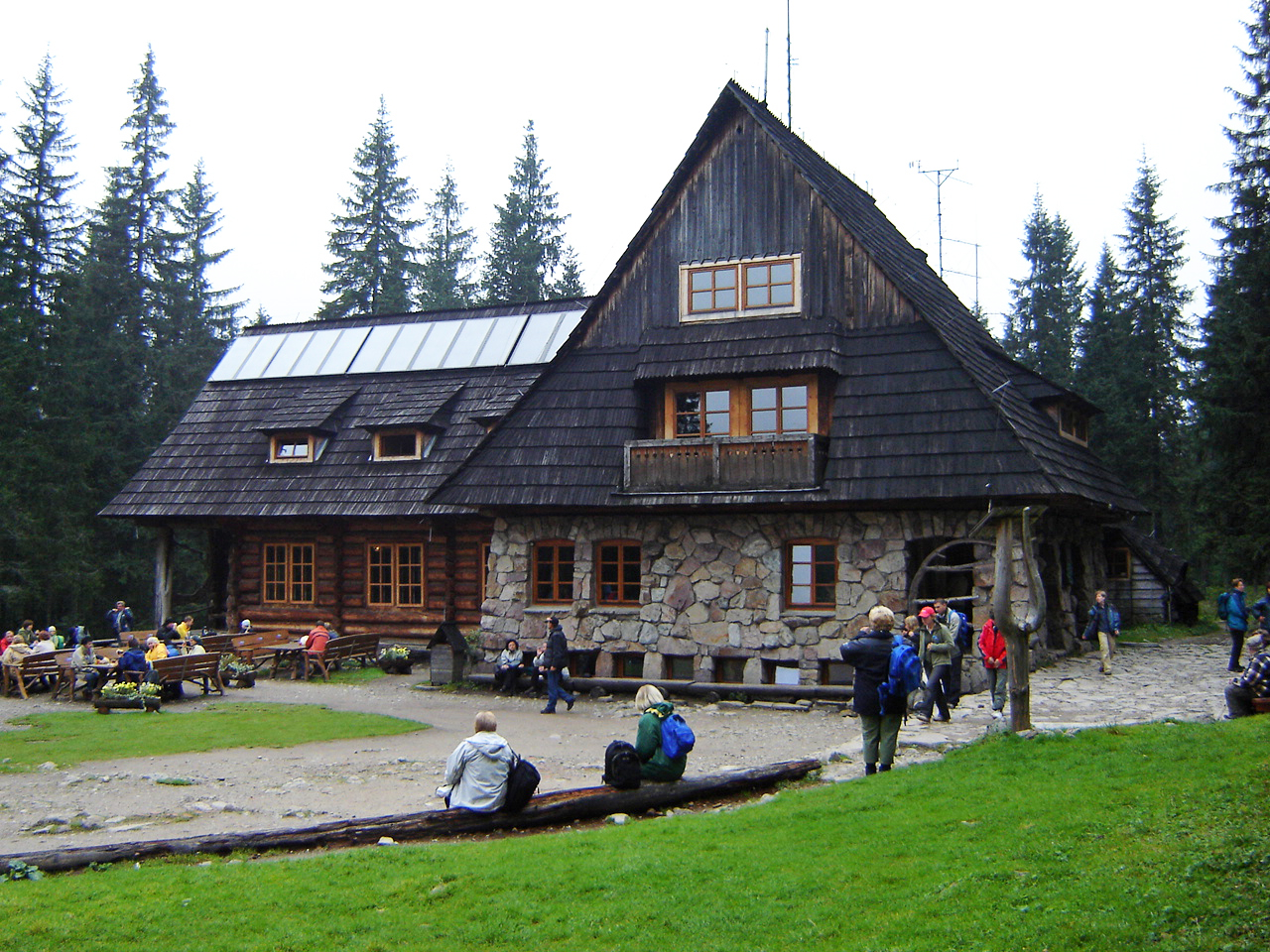
pohled na chatu Ornak
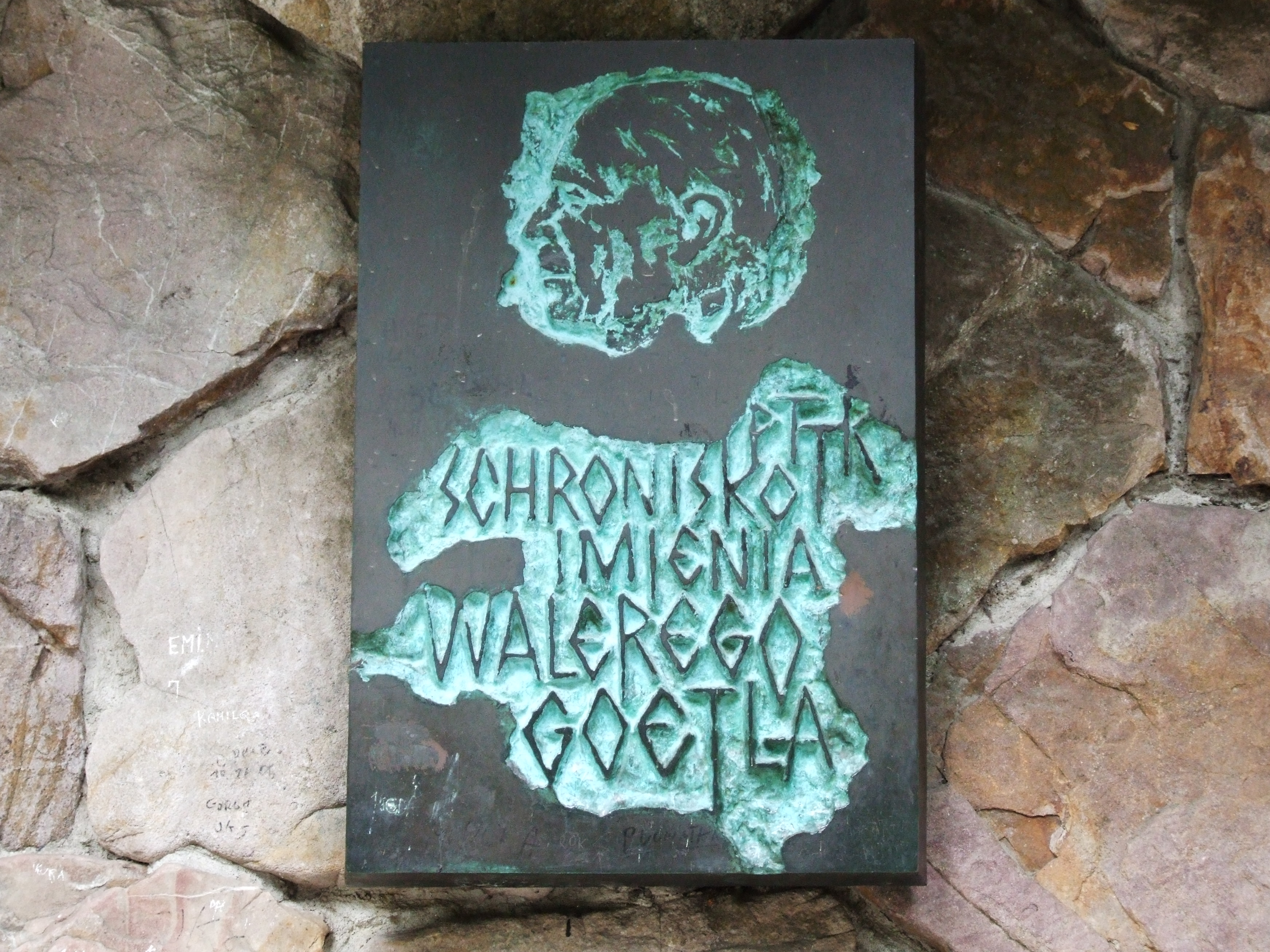
pamětní tabule u chaty